# TER Picardie

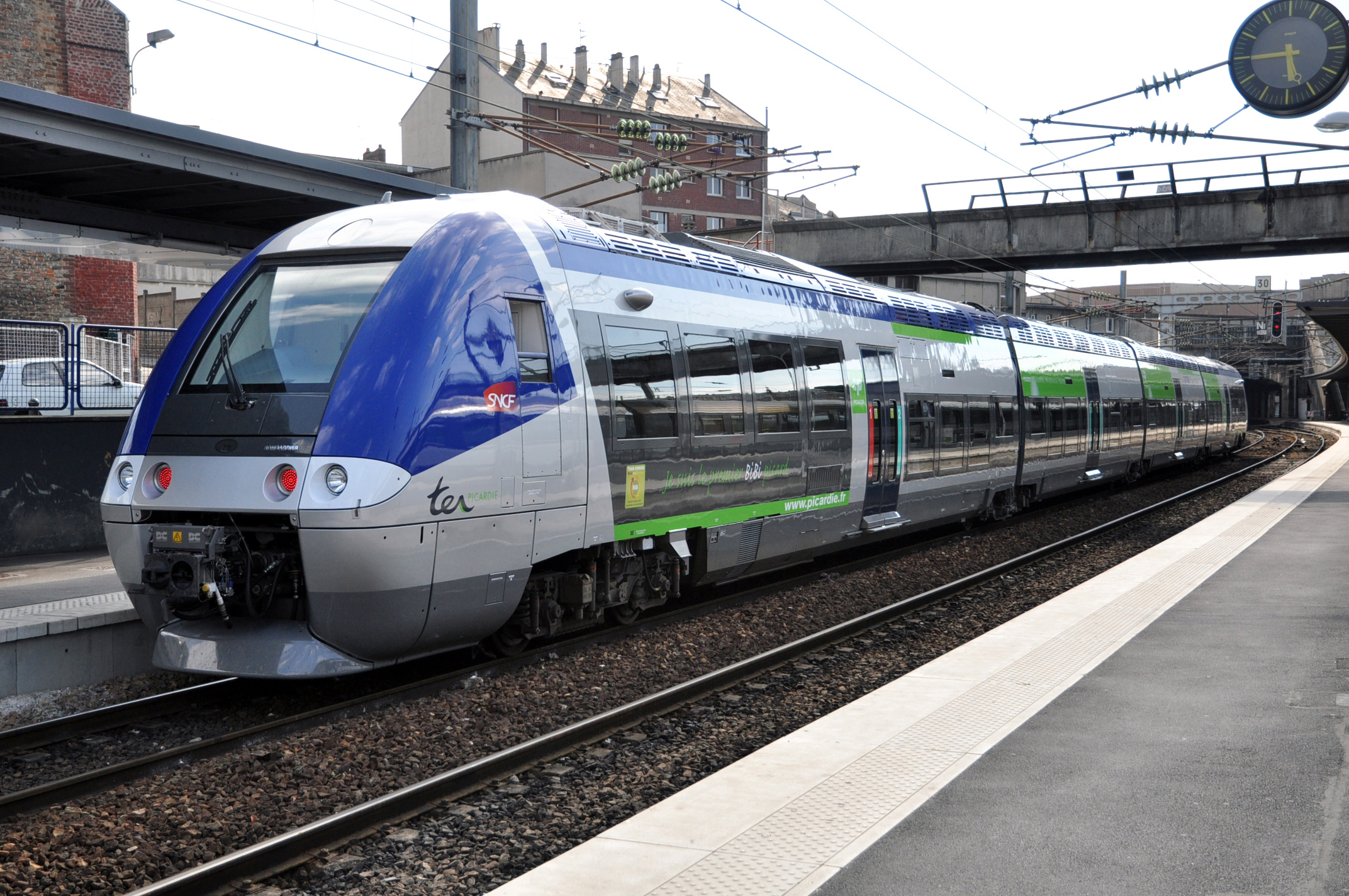
Treinstel B82597-598 in Amiens

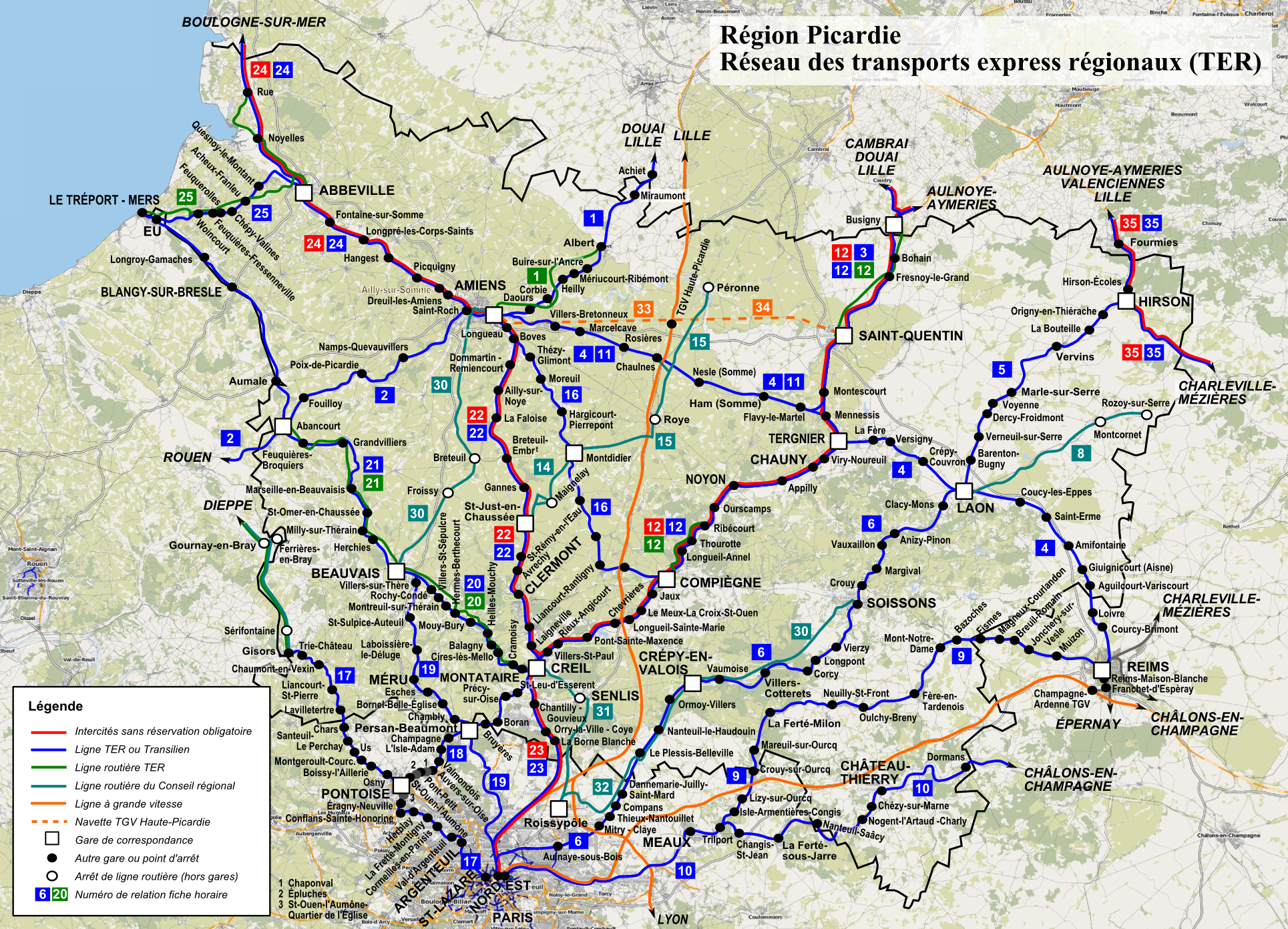
Netwerkkaart

TER Picardie was het regionale openbaar-vervoersnetwerk van de voormalige Franse regio Picardië.
In Frankrijk hebben de regio's grote bevoegdheden en geld gekregen om hun regionaal openbaar vervoersnetwerk TER (Transport Express Régional) te beheren. De regio's zijn de opdrachtgever voor de regionale bus- en treindiensten. Voor de treindiensten sluiten ze contracten met de nationale spoormaatschappij SNCF af. 
De regio Picardië investeert in zijn eigen treinmaterieel en infrastructuurverbeteringen. Het treinmaterieel van de regio is herkenbaar door geplaatste regio logos en eigen kleurstijl. In 2008 besteedde de regio 141 miljoen euro aan de exploitatie, wat daarmee hun grootste uitgavenpost is.
Het netwerk omvat 1122 km spoorlijn met 161 spoorwegstations of -haltes op het grondgebied van de regio. Het spoornet is opgebouwd uit 22 lijnen, waarvan 19 specifieke TER-verbindingen. Er werden in 2010 gemiddeld 56600 reizigers per dag vervoerd. 62% van de ritten hebben een station in de regio Île-de-France als herkomst of bestemming.
Na de samenvoeging op 1 januari 2016 van de regio's Nord-Pas-de-Calais en Picardië tot de regio Hauts-de-France fuseerde op 28 augustus 2017 de TER Picardie met de TER Nord-Pas-de-Calais tot de TER Hauts-de-France.